# کاکایی پاسیاه
کاکایی پاسیاه یا کاکایی صخره‌نشین پاسیاه (نام علمی: Rissa tridactyla) نام یک گونه از سرده کاکایی صخره‌نشین است. این مرغ نوروزی در قطب شمال و اروپای شمالی زندگی می‌کند. کاکایی پاسیاه بزرگسال ۳۷ تا ۴۱ سانتی‌متر طول و دارای پهنای بال ۹۱ تا ۱۰۵ سانتی‌متر می‌باشد . وزن کاکایی صخره‌نشین پاسیاه ۲۲۵ تا ۳۰۵ گرم است.

## نگارخانه

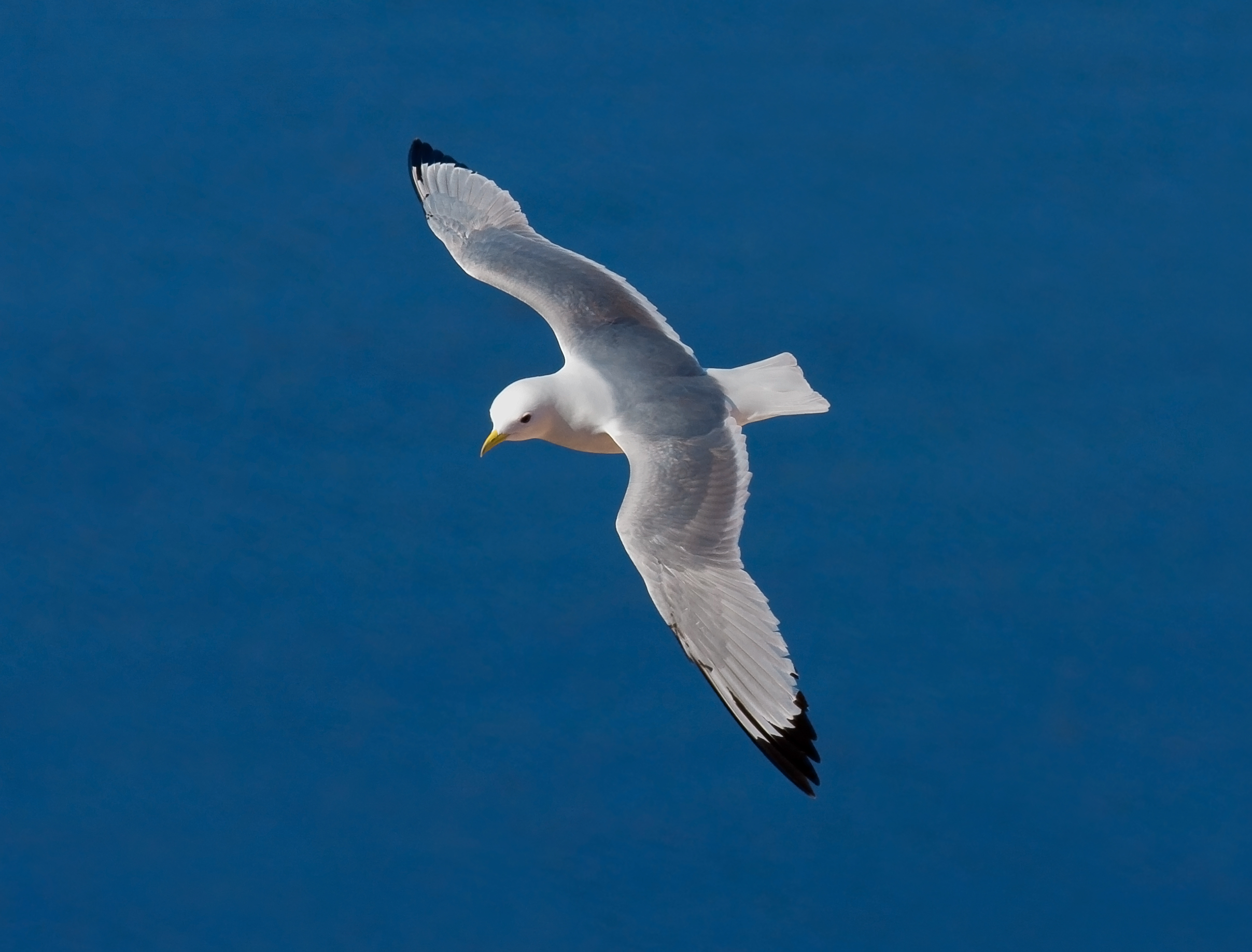
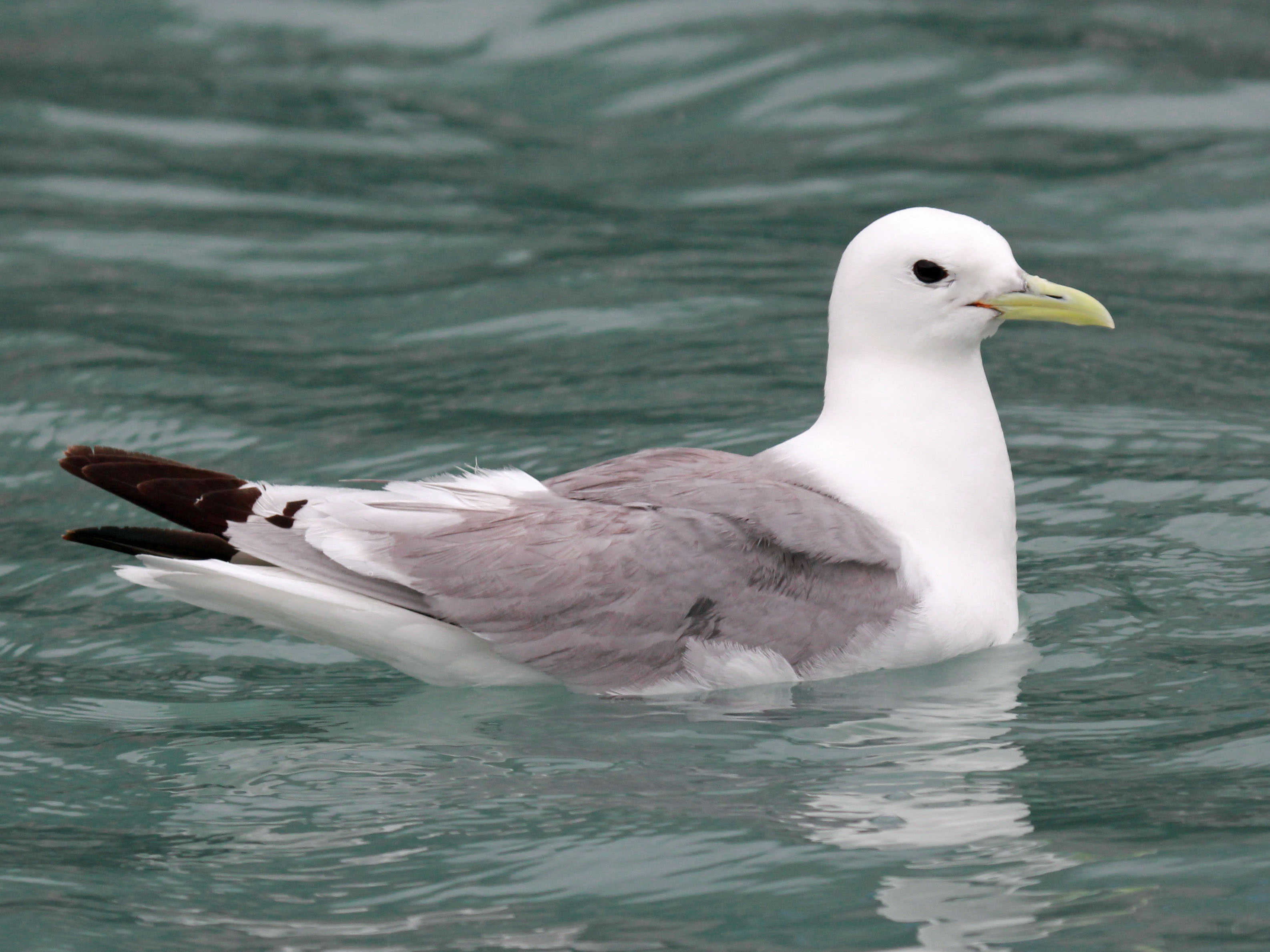
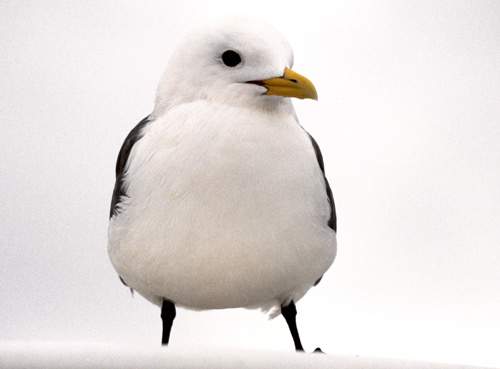
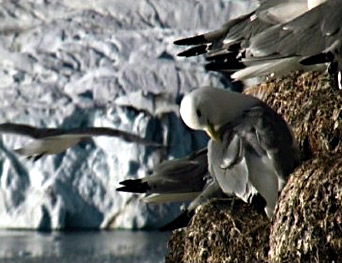
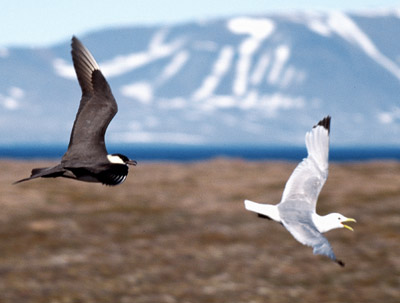
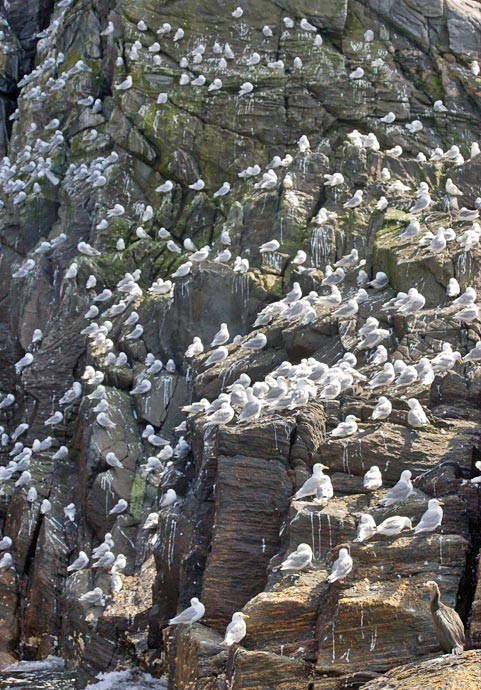
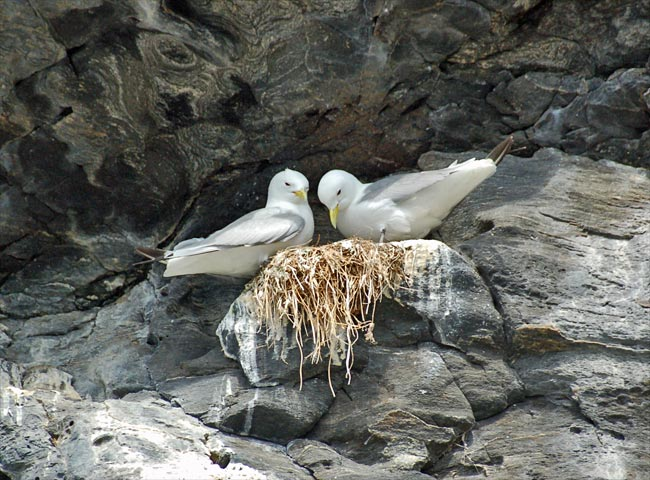
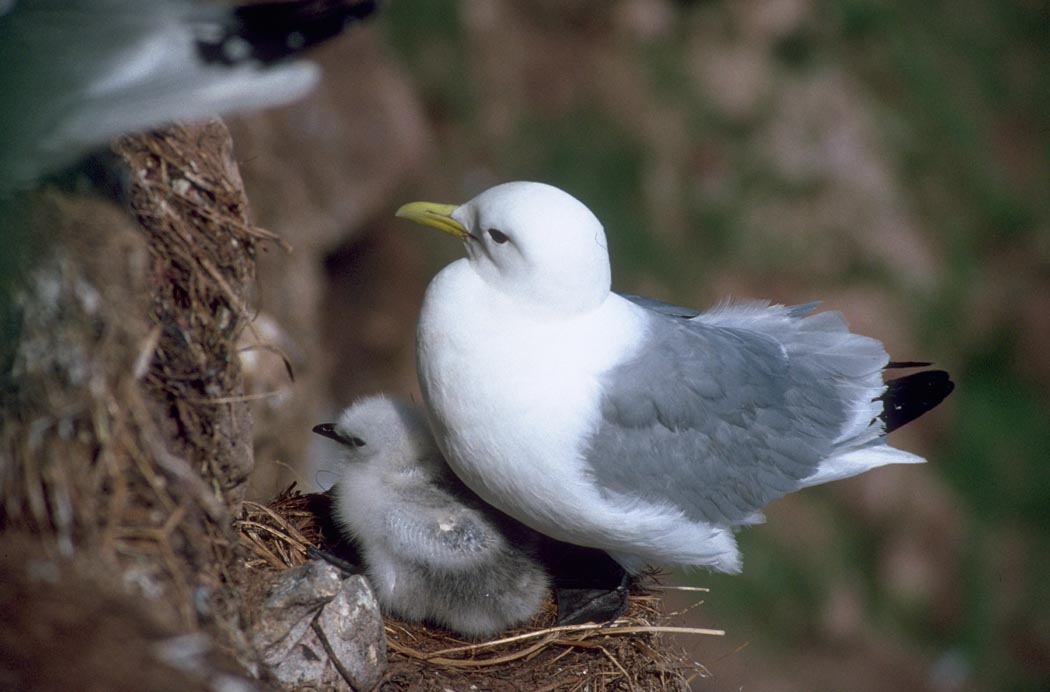
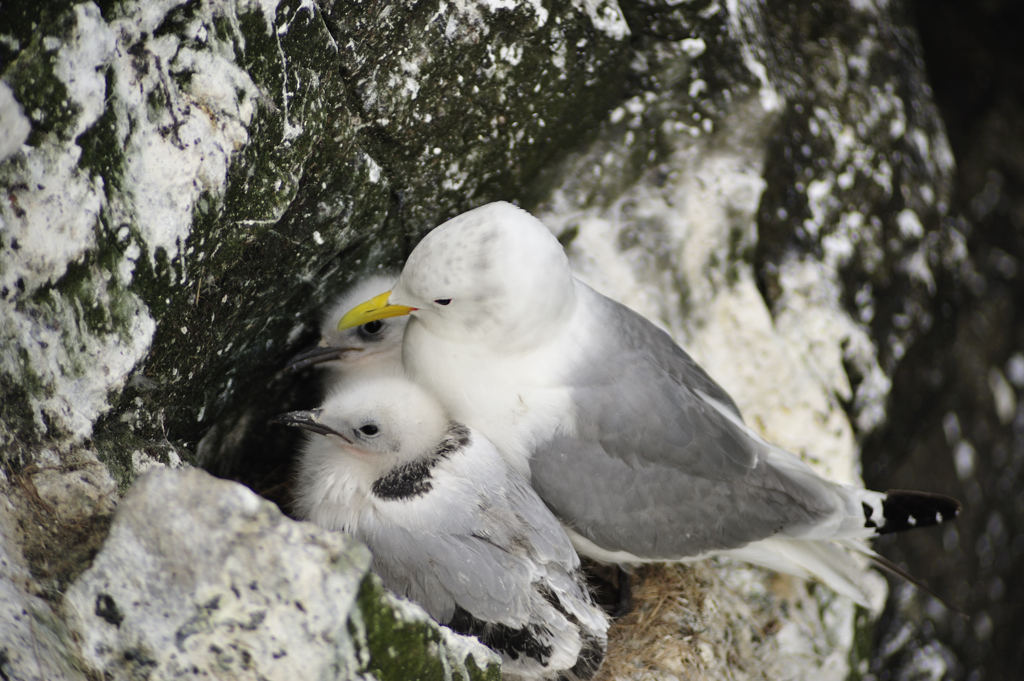
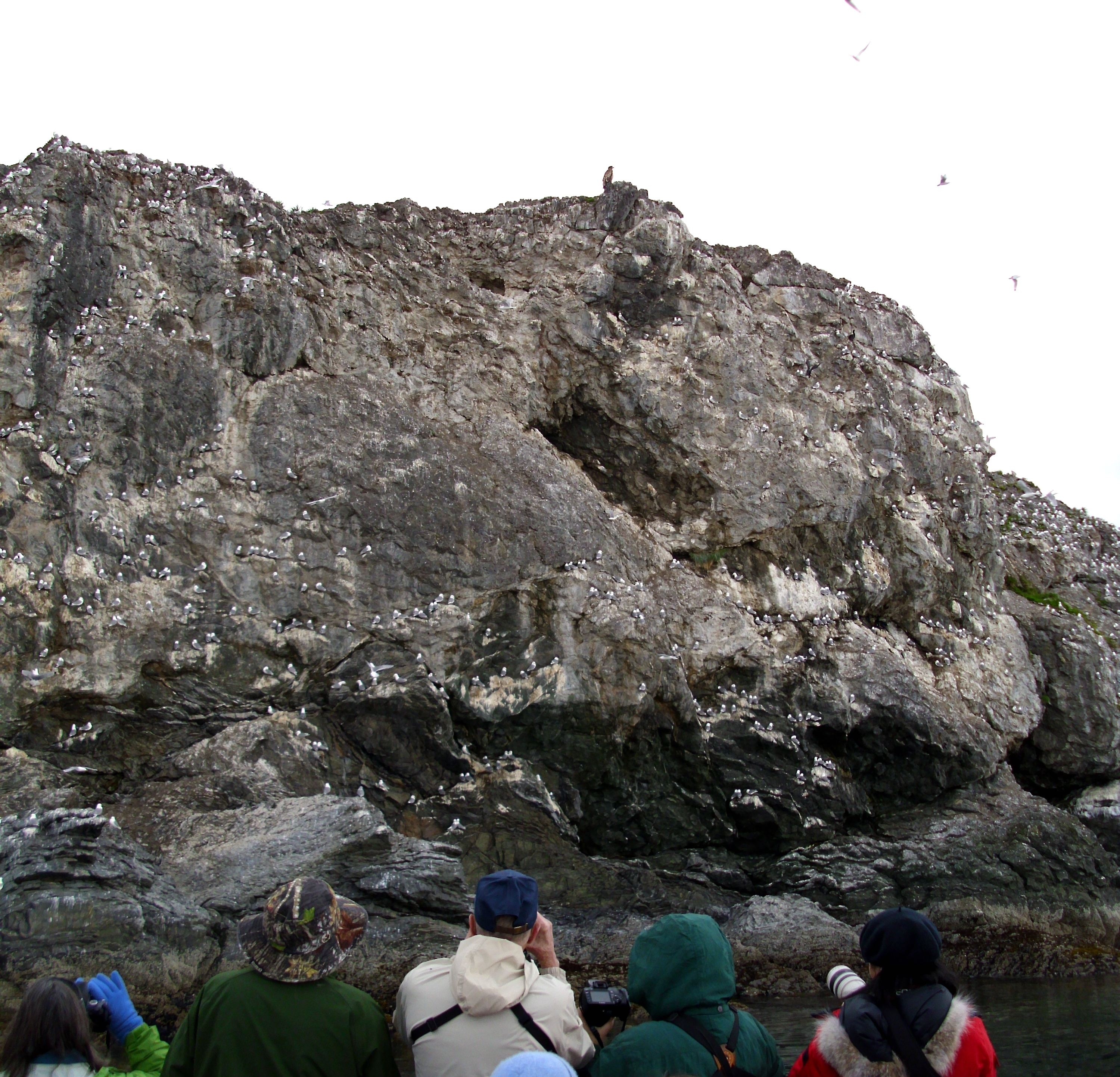
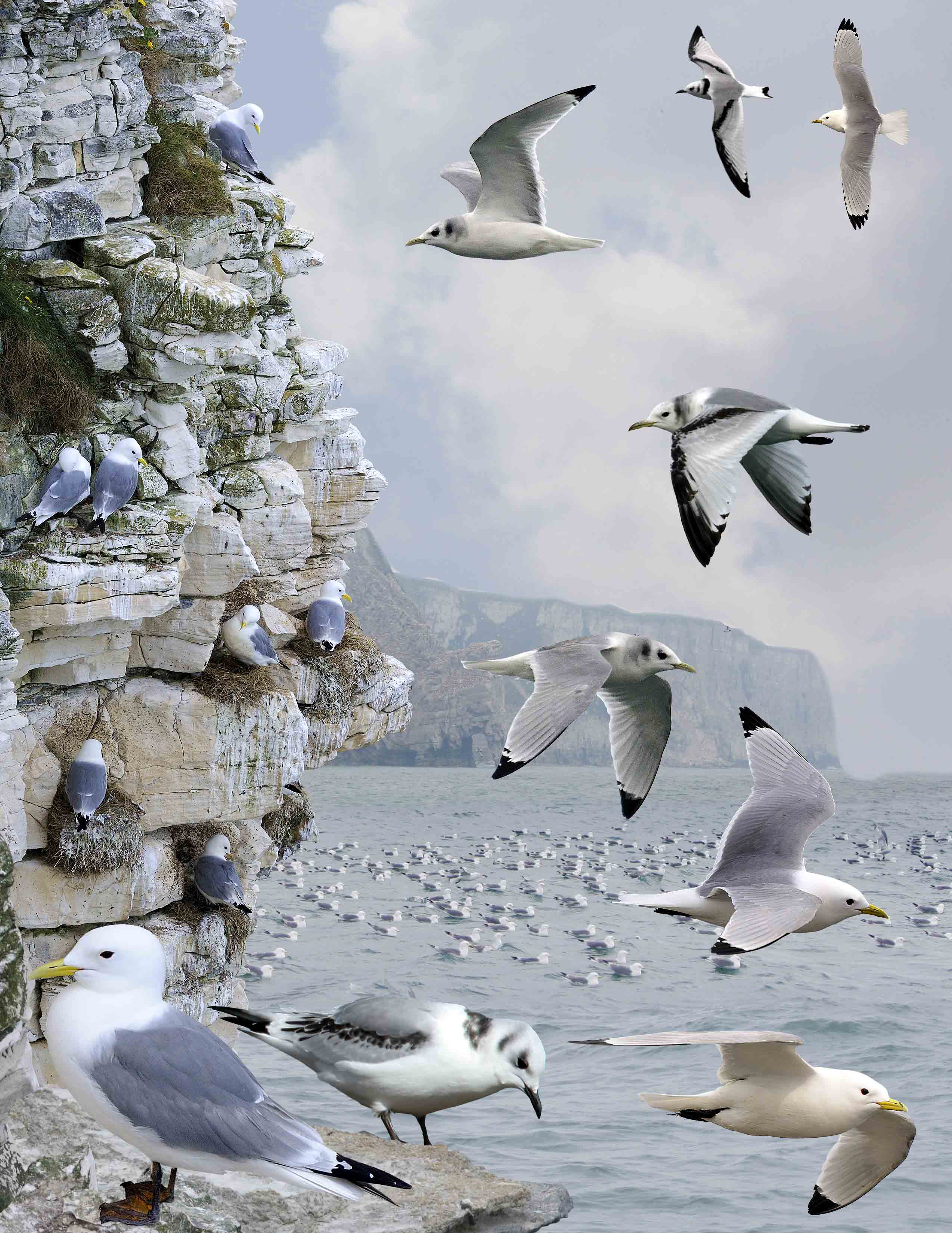
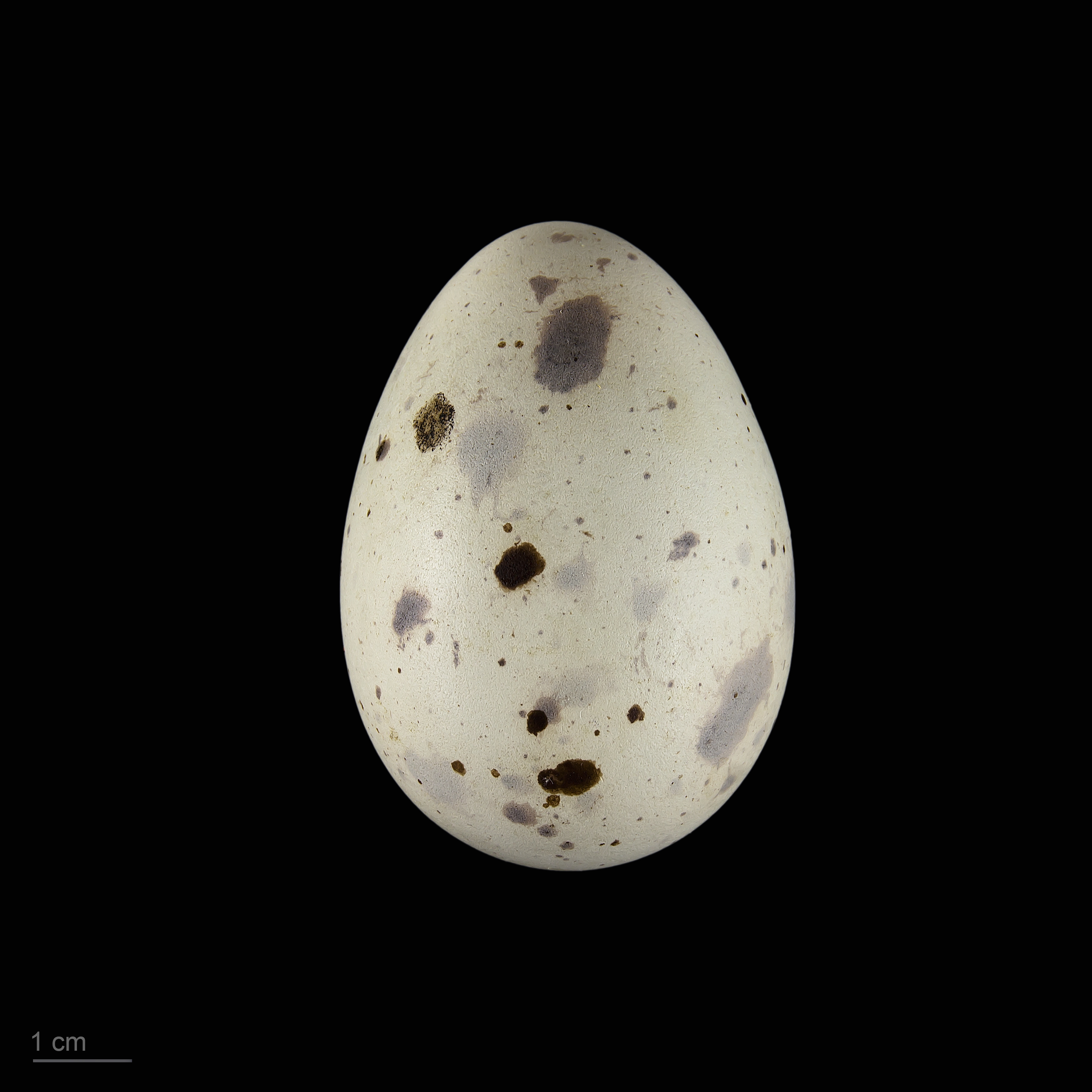
Museum specimen